# ووتوشینگن
ووتوشینگن (به آلمانی: Wutöschingen) یک شهر در آلمان است که در والدسهوت واقع شده‌است. ووتوشینگن ۶٬۶۲۶ نفر جمعیت دارد.